# Samuel Hieronymus Sutermeister
Samuel Hieronymus Sutermeister (* 1752; † 24. Juni 1822)  war ein Schweizer Glockengiesser, Ratsherr und Oberamtmann.
Sutermeister war Sohn des Glockengiessers Johann Konrad Sutermeister und übernahm sein Geschäft. Er war der letzte Glockengiesser aus dieser Familie. Er heiratete die Tochter eines Zinngiessers, Susanna Elisabeth Müller. Sein einziger Sohn wurde Hauptmann, Amtsschreiber und Wirt.
Neben seinen Ämtern als Ratsherr und Oberamtmann widmete er sich der Glockengiesserei. Er goss Glocken mit seinem Onkel Johann Heinrich Sutermeister, Daniel Kuhn, Johann Haller und Heinrich Kunz. Insgesamt sind 25 Glocken bekannt, die er zusammen mit anderen Giessern signierte, sowie sechs, die nur seine Signatur tragen. Alleine goss er unter anderem Glocken 1787 für Engelberg, 1792 für Reitnau, 1794 für Sins und 1803 für Altdorf. Die Qualität seiner Arbeiten reichte an die seiner Vorfahren heran.
Der Unternehmer Carlo Sutermeister (1847–1918) war ein Urenkel von Samuel Hieronymus Sutermeister.